# モンティジョ航空基地
モンティジョ航空基地（ポルトガル語：Base Aérea do Montijo）または、第6航空基地（Base Aérea Nº6 、BA6）は、ポルトガルセトゥーバル県モンティジョ近郊にあるポルトガル空軍およびポルトガル海軍の航空基地。

## 歴史
第二次世界大戦の勃発に伴い、リスボン海軍航空センターが設立され、ボン・スセス・ドックが併設される。1953年1月2日にコマンダンテ・サカドゥーラ・カブラル海軍航空センターに改称される。海軍航空隊を基に空軍が新設され、1954年6月12日に第6航空基地に改名される。1956年には対潜哨戒任務のためにロッキード P-2V5が配備された。

## 配置部隊・機関
ポルトガル空軍
- 第501飛行隊「ビソンテス（Bisontes）」 - 戦術輸送と捜索。
- 第502飛行隊「エレファントス（Elefantes）」 - 捜索救難。
- 第504飛行隊「リンセス（Linces）」 - 高官の輸送。
- 第751飛行隊「プマス（Pumas）」 - 捜索と救助。
- 空軍生存技術訓練センター - 捜索救難のほか、警察航空隊に対する教育も担当。

ポルトガル海軍
- ヘリコプター飛行隊 - 1993年に設立される。